# 3-甲基己烷
3-甲基己烷（英語：3-Methylhexane）是庚烷的带支链的异构体，由于3号碳原子是手性碳原子，所以存在两种旋光异构体，分别是 (R)-3-甲基己烷和 (S)-3-甲基己烷。